# Charles Kaboré
Charles Kaboré (* 9. února 1988, Bobo-Dioulasso, Burkina Faso) je fotbalový záložník z Burkiny Faso, hráč klubu FK Krasnodar. Je také reprezentantem Burkiny Faso.

## Klubová kariéra
V lednu 2008 přestoupil z FC Libourne do Olympique de Marseille. V sezóně 2009/10 vyhrál s klubem Ligue 1. Na začátku sezóny 2010/11 se Marseille utkal v Trophée des champions 2010 (francouzský Superpohár) s vítězem Coupe de France - týmem Paris Saint-Germain FC, kterého zdolal až v penaltovém rozstřelu poměrem 5:4. Kaboré hrál v základní sestavě a v penaltovém rozstřelu svůj pokus proměnil, z hráčů Marseille šel kopat jako čtvrtý. Stejnou trofej vyhrál i v roce 2011.
V lednu 2013 podepsal smlouvu na 4 roky s ruským klubem FK Kubáň Krasnodar.

## Reprezentační kariéra
V seniorské reprezentaci Burkiny Faso debutoval v roce 2006.
Zúčastnil se Afrického poháru národů 2010 v Angole, kde Burkina Faso nepostoupila ze základní skupiny B; a Afrického poháru národů 2012 v Gabonu a Rovníkové Guineji, kde burkinafaský národní tým skončil v základní skupině B na posledním čtvrtém místě bez zisku bodu. Na Africkém poháru národů 2013 v Jihoafrické republice dovedl tým jako kapitán až do finále proti Nigérii, kde ovšem Burkina Faso podlehla soupeři 0:1.

Zúčastnil se i Afrického poháru národů 2015 v Rovníkové Guineji.